# Abutilon matopense
Abutilon matopense är en malvaväxtart som beskrevs av L. S. Gibbs. Abutilon matopense ingår i släktet klockmalvor, och familjen malvaväxter. Inga underarter finns listade i Catalogue of Life.